# Danh sách nhân vật trong Winx Club

Dưới đây là danh sách các nhân vật trong series hoạt hình Winx Club của Ý.

## Nhân vật chính

Đội hình của nhóm Winx (phần 3), theo chiều kim đồng hồ lần lượt là: Stella, Layla (Aisha), Flora, Tecna, Bloom và Musa

Winx Club là một nhóm gồm bảy cô tiên do Bloom thành lập ở phần 1 của phim. Lúc đầu nhóm này chỉ gồm năm cô tiên là Stella, Flora, Musa, Tecna và Bloom. Layla (Aisha) gia nhập nhóm ở phần 2 sau một vài cuộc đụng độ với Lord Darkar - nhân vật phản diện trong phim. Ở phần 4 của phim, có thêm Roxy gia nhập nhóm khi Các phù thủy nhẫn đen đe dọa cô và nhóm Winx Club.

## Winx Club

### Bloom - Fairy Of The Dragon Flame - Tiên nữ của Ngọn lửa Rồng thiêng:
Là sức mạnh mạnh nhất trong vũ trụ có nguồn gốc từ Rồng Vĩ đại, một vị thần nguyên thủy đã tạo ra Không gian Ma thuật. Cô là nàng tiên mạnh mẽ nhất và là thủ lĩnh của Winx. Trước khi khám phá ra sức mạnh tiềm  của mình, cô ấy đã sống trên Trái đất như một con người bình thường, không hề hay biết về việc mình được sinh ra  Domino (hay Sparks). Trong xuyên suốt ba phần đầu tiên, Bloom đã khám phá ra những bí ẩn đằng sau sự hủy diệt của Domino - quê hương của mình dưới bàn tay của ba phù thủ, đỉnh điểm là trận chiến chống lại họ. Bloom hẹn hò với Sky trong suốt bộ phim và đã nhận lới cầu hôn của anh trong Winx Club 3D: Magical Adventure, Cô có một con thỏ lông xanh dương tên là Kiko. Pixie của cô là Lockette, pixie của những cánh cổng.

### Stella - Fairy of the Shining Sun - Tiên nữ của Ánh sáng Mặt trời
Đến từ Solaria, Stella là một học sinh khá xinh đẹp có mái tóc dài màu vàng và sức mạnh của cô ấy liên quan đến việc điều khiển ánh sáng và sử dụng năng lượng từ mặt trời và mặt trăng bởi vì mẹ cô tượng trưng cho Mặt Trăng còn bố cô tượng trưng cho Mặt Trời. Cô ấy là một nghệ sĩ lành nghề và giữ một cuốn sổ phác thảo các bản vẽ thời trang. Xuyên suốt bộ truyện, Stella tạo ra những bộ trang phục của riêng mình và cho nhóm để theo đuổi ước mơ trở thành nhà thiết kế thời trang. Stella là bạn thân nhất của Bloom và cô ấy thích trở thành trung tâm của sự chú ý. Stella cũng có tai tiếng ở Alfea vì đã làm nổ tung phòng thí nghiệm và phải học lại một năm; do đó, cô lớn hơn một tuổi so với tất cả các bạn của mình. Cô là công chúa của hành tinh Solaria, nơi sinh của cô ấy. Pixie của cô là Amore, pixie tình yêu.

### Flora - Fairy of Nature - Tiên nữ của Thiên nhiên
Flora là một cô gái có lòng tốt và rất nhạy cảm với niềm đam mê thiên nhiên và sự sống. Hạnh phúc và sống nội tâm, cô luôn luôn là một người bạn ngọt ngào, trung thành và không có thiện cảm về những việc làm hại những người khác hay môi trường. Cô sở hữu sức mạnh của thiên nhiên, cho phép cô sử dụng các loài cây trong những cú tấn công và những loài ăn thịt trong tự nhiên để tiêu diệt những loài có hại. Flora là chuyên gia độc dược của nhóm, chuyên điều chế các phương thuốc thảo dược. Flora bắt đầu hẹn hò với Helia trong phần hai.. Cô đến từ hành tinh Linphea. Pixie của cô là Chatta, pixie tán phét.

### Musa - Fairy of Music - Tiên nữ của Âm nhạc
Đến từ Melody, Cô ấy có mái tóc màu xanh đen được thắt bím ngắn trong hai phần đầu tiên và để kiểu tóc dài hơn ở các phần sau đó. Cô sở hữu sức mạnh của âm nhạc, và cô lấy năng lượng từ tất cả các loại nhạc. Cô yêu tất cả các thể loại âm nhạc, khiêu vũ. Mặc dù cô cố gắng tỏ ra mạnh mẽ, để tự cô lập mình, và thường bi quan, nhưng cô là một người bạn trung thành và biết quan tâm. Musa trải qua nhiều lần chia tay với bạn trai Riven, bao gồm một lần trong phần sáu kéo dài đến phần bảy, trước khi cả hai quay lại với nhau trong phần tám. Pixie của cô là Tune, Pixie của thói quen và cách cư xử tốt. 

### Tecna - Fairy of Technology - Tiên nữ của Công nghệ
Cô ấy có làn da sáng, mái tóc ngắn màu đỏ tươi (thường được cắt kiểu pixie) và đôi mắt xanh lục lam. Cô đến từ hành tinh Zenith và sở hữu sức mạnh của công nghệ và có thể điều khiển tất cả những thứ được cung cấp bởi công nghệ. Tecna có trí nhớ siêu phàm và kiến thức về khoa học, giúp cô ấy phát minh ra các thiết bị giúp ích cho bản thân và bạn bè. Cô thích thử nghiệm với các chương trình máy tính và chơi trò chơi điện tử và luôn luôn sử dụng logic và lý trí để giải quyết vấn đề. Tecna hẹn hò với Timmy trong suốt bộ truyện. Pixie của cô là Digit, Pixie Công nghệ, do đó Tecna và Digit khá hợp nhau.

### Aisha (Layla) - Fairy of Waves - Tiên nữ của Sóng biển
Aisha là công chúa của Andros, được giới thiệu trong phần 2.  Aisha gia nhập Winx sau khi các nàng tiên khác giải cứu cô khỏi Chúa tể Darkar. Cô đến từ Andros - một vương quốc của đại dương. Cô ấy có nước da ngăm đen, mái tóc xoăn màu nâu sẫm và đôi mắt xanh và là một cố gái hiếu động, bất trị và hoang dã. Layla là một vận động viên, chiến binh, vũ công giỏi. Cô là một người muốn bình đẳng nam nữ và do đó trái ngược với Riven. Cô cũng có vẻ tinh nghịch. Cô sở hữu sức mạnh của chất lỏng và có thể tạo ra một chất lỏng màu hồng được gọi là "Morfix" để biến thành bất cứ dạng gì cô chọn. Trong phần thứ sáu và thứ bảy, Aisha bắt đầu có một mối quan hệ lãng mạn với Nex sau cái chết của tình yêu đích thực của cô ấy là Nabu trong phần thứ tư. Pixie của cô là Piff, pixie của những giấc mơ đẹp, mà thường xuyên giúp cô vượt qua những cơn ác mộng rắc rối

### Roxy - Fairy of Animals - Tiên nữ Động vật
Roxy là Tiên nữ Động vật. Cô xuất hiện lần đầu ở phần 4. Nhiệm vụ mới của các tiên nữ Winx là bảo vệ Roxy khỏi bốn vị phù thủy Vòng tròn đen. Phép thuật của Roxy xoay quanh các loài động vật. Cô sống ở Gardenia, giống như Bloom. Cô có một chú cún cưng tên là Artu. Cô khinh rẻ mọi kẻ nào cố làm đau thú cưng của cô. Lúc đầu Roxy là một người cứng đầu. Chữ ký của cô có màu xanh lá cây và tím. Những tập đầu phần 5, cô đã được chấp nhận khi đăng ký vào học viên Aflea. Những tập đầu của phần 6, cô giúp và chăm sóc hiệu trưởng của Cloudtower - Griffin khi bà bị Trix hoá thành quạ đen.

## The Specialists

### The Specialistslà những nam chiến binh được đào tạo tại trường Red Fountain

#### Sky
Sky là hoàng tử kế vị và sau này trở thành vua của Eraklyon. Anh và Brandon là những học sinh giỏi nhất của Red Fountain. Anh có mái tóc vàng, đôi mắt xanh lam. Vì yêu Bloom nên anh đã từ chối kết hôn với Diaspro - cô gái mà cha mẹ anh định hỏi cưới cho anh. Do điều này mà trong các phần đầu của phim thì cha của Sky không thích Bloom. Sky là bạn thân nhất của Brandon và cũng là người yêu (sau này là vị hôn phu) của Bloom.

#### Brandon
Brandon là một anh chàng đẹp trai là tay kiếm cừ khôi của nhóm, anh luôn được nhiều cô nàng mến mộ khiến Stella phát ghen. Anh có mái tóc và đôi mắt nâu. Anh và Stella có mối quan hệ tình cảm với nhau xuyên suốt các tập phim. Brandon và Sky là những người mạnh nhất nhóm và là các học sinh giỏi nhất trường Red Fountain. Anh là bạn thân của Sky, đồng thời là bạn trai của Stella. Trong phần 1, anh đóng giả làm Sky để trải nghiệm cuộc sống hoàng gia.

#### Timmy
Timmy là một người mê công nghệ, bạn trai của Tecna, đôi khi anh hành động như thủ lĩnh của nhóm. Anh có mái tóc và đôi mắt vàng cam. Tuy rất nhút nhát nhưng anh cũng ngọt ngào và thông minh. Anh là hậu duệ của một gia tộc khoa học, bác học nên thường thích sử dụng luân lý hơn là vũ lực, luôn cố gắng bảo vệ Tecna bằng mọi giá. Anh có đeo một cặp mắt kính.

#### Riven
Riven là một "con sói cô đơn",thích ganh đua, dễ nổi ghen, rất cứng đầu và giỏi các môn thể thao. Anh có mái tóc ngắn màu tím và đôi mắt xanh dương sẫm. Mẹ anh bỏ rơi anh từ khi anh mới chào đời nên anh luôn ghét phái nữ. Anh sống đơn thân một mình nên luôn tuân thủ quy tắc của bản thân, anh thích cạnh tranh, đặc biệt là với Sky. Trong phần 1 anh đã vì một phút dận dỗi Bloom mà đã bị Darcy lợi dụng, ở phần 1 giữa phim thì anh là bạn trai của Darcy.Nhưng thực ra thì người anh yêu và bạn gái anh là Musa. Mặc dù mối quan hệ của cả hai cũng có một số khúc mắc nhưng dần được cải thiện và nở hoa vào cuối phần 4. Anh luôn ganh tị với Sky và Brandon vì họ là những người giỏi nhất ở Red Fountain.

#### Helia
Helia Là cháu của Saladin – hiệu trưởng Trường Red Fountain, xuất hiện ở phần 2. Anh có mái tóc và đôi mắt xám khói. Yêu nghệ thuật nên anh đã quyết định rời khỏi Red Fountain, nhưng sau đó vì yêu Flora nên anh đã gia nhập lại Red Fountain, vào phần 5 anh còn được một cô gái khác yêu thích nữa là krystal. Lãng mạn nhưng lại hơi nhút nhát khi nói lên cảm xúc của mình. Anh là một phi công giỏi và theo chủ nghĩa hoà bình, từng là sinh viên giỏi nhất trước khi anh rời khỏi Red Fountain. Ở phần 2 anh làm quen với nhóm Winx và anh đã yêu Flora.

#### Nabu
Nabu là hoàng tử của một vương quốc ở Andros và được hứa hôn với Layla. Anh chạy trốn khỏi vương quốc và bị lầm tưởng là kẻ thù, sau đó anh gặp Layla và hai người nhanh chóng yêu nhau. Anh có mái tóc vàng nâu và mắt tím, mặc một bộ quần áo màu tím, là một thuật sĩ với quyền hạn phép thuật kỳ lạ. Anh từng ẩu đả với Riven vì Riven nhầm tưởng Musa và Nabu hôn nhau, nhưng sau đó mọi việc được giải quyết và Nabu và Riven trở thành bạn tốt. Ở phần 4, Nabu hy sinh thân mình bảo vệ vương quốc của mẹ Roxy, dẫn đến việc làm sai trái của Layla.

#### Roy
Roy là một Specialists làm việc cho vua Teredor bố của Layla. Anh là học sinh đã tốt nghiệp Trường Red Fountain. Trong phần 5, Anh đã gia nhập nhóm Specialists và giúp đỡ Winx rất nhiều. Anh cũng có thể sử dụng phép thuật, trong phần 5, phép thuật Triton Force giúp anh thở và nói chuyện ở dưới nước. Roy là nhân vật sẽ thay thế Nabu trở thành bạn trai của Layla

### CácPaladinđã được giới thiệu trong Phần 6:

#### Thoren
Thoren là một Paladin có làn da trắng, mái tóc nâu gợn sóng và đôi mắt xanh lục lam, anh họ của Sky và là chồng của Daphne. Vũ khí của anh ta là Earthquake Hammer. 

#### Nex
Nex là một Paladin hòa đồng, tự tin và là bạn của Thoren. Anh ta có làn da trắng, mái tóc hoa râm và đôi mắt nâu nhạt. Anh và Aisha bị thu hút bởi nhau (và chính thức quen nhau) trong mùa thứ sáu. Vũ khí của anh là Halberdof the Wind.

## Nhân vật phản diện
- The Trix: là bộ ba chị em gái xấu xa học ở trường Cloudtower – trường đào tạo phù thủy nổi tiếng tương đương Alfea (sau phần 1 họ bị đuổi học khỏi đó), kẻ thù đầu tiên của Winx. Họ đánh cắp phần lớn sức mạnh của Bloom cho đến khi cô ấy nhận ra sức mạnh của mình đã bị hạn chế bởi sự nghi ngờ bản thân. Cô ấy lấy lại đủ năng lượng để đánh bại Trix, và họ bị giam trong Pháo đài Roccaluce. Trong mùa thứ hai, Trix trốn thoát với sự giúp đỡ của Darkar. Vào đầu mùa 3, họ bị nhốt trong Omega Dimension nhưng một lần nữa họ trốn thoát được bằng cách giải thoát cho Valtor, người mà họ cho là đồng minh. Trong phần năm, họ nhận được Dark Sirenix từ Tritannus. Sau đó, Trix trở lại với tư cách là nhân vật phản diện chính trong phần 6, ở phần cuối, họ bị nhốt bên trong Cuốn sách huyền thoại (Legendarium). Trong phần 7, Brafilius tìm thấy Trix và vô tình thả chúng ra. Họ báo thù các tiên nữ của Alfea. Trix bắt Brafilius và sử dụng Viên đá Ký ức để du hành về quá khứ xa xôi. Trong phần 8, Trix trở lại sát cánh cùng Valtor.
  - Icy: Phù thủy Băng Giá. Cô có mái tóc trắng, đôi mắt xanh lam. Cô là trưởng nhóm và là người lớn tuổi nhất trong nhóm. Bình thường cô mặc một chiếc áo và váy màu xanh da trời, nhưng khi chuyển hoá cô ta mặc chiếc áo liền quần, một đôi bốt màu xanh dương sẫm và màu sắc trang điểm. Cô khá là lôi cuốn và tự nghĩ rằng mình là người xinh đẹp nhất, trong phần 1 cô căm ghét và đối địch với Stella, sang phần 2 cô chuyển sang đối địch và chính thức trở thành kẻ thù không đội trời chung truyền kiếp duy nhất với Bloom kể từ đó, ngoài ra cô cũng khá căm ghét và hay đấu đá với Layla (Aisha) trong các cuộc chiến của nhóm Winx & nhóm Trix. Cô cực kỳ ghét Nhóm Winx, nhất là Bloom, Stella.
  - Darcy: Phù thủy Bóng tối. Cô có mái tóc xanh rêu, mắt tím vàng. Là người có sức mạnh khá dung hoà. Bình thường cô mặc một chiếc áo và quần màu tím, nhưng khi chuyển hoá cô mặc chiếc áo liền quần, đôi bốt màu tím sẫm và màu sắc trang điểm. Cô có sở thích là hành hạ những "tiên nữ khốn khổ". Cô lôi cuốn các chàng trai và ít hiếu chiến hơi hai chị em của mình, cô cũng là người xinh đẹp nhất. Trong phần 1, cô ghét Musa vì Musa yêu Riven – ban đầu là người yêu của Darcy, sau này cô sử dụng Riven để chống lại Winx, do đó vai trò của cô trong phần 1 khá quan trọng. Cô cực kỳ ghét Nhóm Winx, nhất là Musa, Flora.
  - Stormy: Phù thủy Bão tố. Cô có mái tóc tím, đôi mắt xanh tím. Trông mái tóc của cô ta cứ như vừa đi qua một cơn bão. Bình thường cô mặc một chiếc váy màu tím đỏ, nhưng khi chuyển hoá cô mặc chiếc áo liền quần, đôi bốt màu tím đỏ và màu sắc trang điểm. Cô dễ nổi nóng, thiên về những cơn giận bột phát và thường không suy nghĩ trước khi hành động, là người hiếu chiến nhất trong bộ ba, thường nhầm tưởng mình mạnh nhất trong bộ ba. Trông cô khá gớm ghiếc vì mái tóc quái lạ. Cô cực kỳ ghét Nhóm Winx, nhất là Tecna, Flora & Musa.

- Chúa tể Darkar là vua của Shadowhaunt. Ông ta là một dạng người cổ xuất hiện từ khi mọi thứ mới được sinh ra. Darkar tuy khác với rồng về vẻ ngoài, nhưng lại có sức mạnh mạnh mẽ như của rồng. Rồng là đại diện cho nguồn năng lượng và ánh sáng, trong khi Darkar lại hấp thụ nó và làm cho nó trở nên tinh túy hơn, nên nó là nguồn năng lượng có ý nghĩa theo hướng tiêu cực. Ông là một người đàn ông mạo hiểm vào Shadowhaunt, tìm kiếm ngọn lửa bóng tối. Thay vì kiểm soát nó, ngọn lửa bóng tối lại giành quyền kiểm soát của ông ta. Ông bắt cóc các tiên nhỏ, cứu sống The Trix khỏi nhà tù của họ và sử dụng Codex và Ngọn lửa Rồng thiêng của Bloom để mở một cổng để Vương quốc của Realix (nhà tù tập huấn thực tại). Darkar gần như đã thành công trong âm mưu của mình nhưng cuối cùng ông đã bị sáu thành viên Winx đánh bại

- Valtor là một phù thủy có ma lực mạnh mẽ và ông có tham vọng trở thành phù thủy vĩ đại nhất. Khi thôi miên một người, Valtor sẽ làm hiện trên người của người đó một biểu tượng gần giống chữ chữ V. Được tạo ra từ ngọn lửa của ba phù thủy cổ xưa nên Valtor cùng họ tiêu diệt Domino nhưng rồi bị đày ải xuống Omega Dimension. 17 năm sau, hắn được The Trix giải thoát với ý nguyện chinh phục các vương quốc ở Magix, bắt tàu từ Andros,Vương quốc của Layla. Sau khi thất bại, hắn ta lại nung nấu ý định xâm chiếm Solaria - Vương quốc của Stella nhưng tiếp tục thất bại. Thời còn trẻ, Valtor và Griffin là bạn đồng hành nhưng rồi hắn bị Griffin bỏ mặc vì hãm hại cha mẹ của Bloom: Vua Oritel và hoàng hậu Marion. Rồi hắn lại xuất hiện để bắt cô Faragonda, cô Griffin và thầy Saladin vì đã từng bỏ tù hắn. Rồi hắn vẫn tiếp tục giáng tai họa xuống họ bằng cách nguyền rủa nước, lửa và gió để gây lũ lụt ở Cloud Tower, hỏa hoạn ở Aflea, lốc xoáy ở Red Fountain và động đất ở Magix. Cuối cùng, hắn bị đánh bại bởi Bloom trong cơ thể của chính mình.

- The Ancient witches: Ba phù thủy cổ xưa, từng tạo ra Valtor bằng ngọn lửa cổ xưa, phá huỷ Domino, giết hại Daphne để giành lấy Ngọn lửa Rồng thiêng từ Bloom và là tổ tiên của Trix. Họ bị giam hãm ở Obsidian Dimension cho đến khi Bloom cùng bạn bè mình phá huỷ nơi đó để cứu Oritel và Marion
  - Belladonna , phù thủy có sức mạnh băng giá
  - Liliss , phù thủy có sức mạnh trên bóng tối.
  - Tharma , phù thủy có sức mạnh trên các cơn bão.

- Mandragora là một phù thủy độc ác có quyền năng đối với côn trùng, chỉ xuất hiện trong Bí mật của Vương quốc đã mất . Cô ấy phục vụ các Phù thủy Tổ tiên và là người bảo vệ Obsidian, vương quốc của ác quỷ thuần túy.

- The Fairy Hunters là một nhóm phù thủy săn tiên nữ để hút sức mạnh, gồm có:
  - Orgon là phù thủy chính, có sức mạnh hấp thu và làm chệch hướng phép thuật, trưởng nhóm Fairy Hunters
  - Glantos có thể tạo ra sóng xung kích.
  - Anagan có sức mạnh siêu tốc độ.
  - Duman là một hình nhân dị biến, có khả năng biến hóa thành các loài vật khác.

- Tritannus anh em sinh đôi của hoàng tử Nereus, anh họ của Layla. Hắn biến mình thành một con quái vật xấu xa bởi các độc tố hấp thụ. Và hắn đã được Trix giúp đỡ tận tình. Hắn và Icy đã yêu nhau và trở thành 1 cặp nhưng Icy chỉ lợi dụng hắn để có thể tiêu diệt nhóm winx.

- Selina là một người bạn cũ của Bloom khi 2 người còn sống và đi học cùng nhau ở Gardenia. Cô gia nhập vào trường Cloudtower ở phần 6 và giữ một cuốn sách tên là Cuốn sách huyền thoại (Legendarium) có thể triệu hồi những sinh vật huyền thoại sống lại nhưng cô bị Trix dụ dỗ để nhằm chiếm các trường học của Magix và tiêu diệt nhóm Winx nên cô đã theo phe Trix để trở thành kẻ mạnh nhất hành tinh Magix.

- Acheron là một gã phù thủy hắc ám. Hắn tạo ra cuốn sách huyền thoại (Legendarium) với mong muốn trở thành phù thủy mạnh mẽ nhất trong giới pháp thuật nhưng vì không làm chủ được sức mạnh nên hắn đã bị nhốt trong chính cuốn sách đó. Sau đó, Acheron tìm mọi cách thoát ra với sự trợ giúp của Selina.

## Nhân vật hỗ trợ

### Vật nuôi
- Kiko là con thỏ cưng của Bloom. Anh ta có bộ lông màu xanh lam với những vệt trắng. Anh ấy rất thông minh nhưng dường như không ai khác chú ý. Anh ta có thể đi qua hàng rào ma thuật ngăn người ngoài Alfea, và trong phần 2, anh ta thể hiện một số sức mạnh ma thuật.
- Lady là con chó cưng của Sky. Lady chỉ xuất hiện trong mùa đầu tiên.
- Pepe là vịt cưng của Icy chỉ xuất hiện trong mùa đầu tiên.
- Artu là con chó cưng của Roxy. Artu có bộ lông màu nâu nhạt và đôi mắt đen tuyền. Giống như Kiko, anh ấy thể hiện trí thông minh cao bất thường đối với một con chó, nhưng chỉ Roxy nhận thấy điều này vì cô ấy là Tiên của Động vật. Trong World of Winx, anh ta được đổi tên thành Arthur và Roxy có thể nhìn thấy những gì anh ta nhìn thấy và nghe thấy qua chính đôi tai của mình.
- Peg là một con ngựa cái được cha mẹ ruột tặng cho Bloom trong "Winx Club 3D: Magical Adventure". Cô ấy biến thành Alicorn sau khi ăn cây giống thần kỳ ở thành phố Havram đã mất ở Eraklyon
- Chó xù Ginger: là con chú xù dành nhiều sự quan tâm cho ngoại hình của mình, giống hệt với người chủ Stella.
- Mèo con Coco: yêu thích cây cối hoa cỏ giống như Flora. Mèo còn thích âu yếm những người ở xung quanh mình.
- Gấu Pepe: là một con gấu nâu bằng bông với đôi mắt to màu tím hay xanh lá cây nhạt và đôi tai màu hồng. Pepe rất thích nhảy múa nhưng thỉnh thoảng ăn hơi nhiều. Đây là thú cưng của Musa.
- Vịt con Chicko: là một con vịt con màu vàng với đôi mắt màu cam. Chicko rất thích trò chơi điện tử và công nghệ giống như người chủ Tecna.
- Thỏ Milly: là một con thỏ trắng với đôi mắt xanh dương. Đây là thú cưng của Aisha.

### Pixie (tiên nhỏ)
Pixie (tiên nhỏ) là các tiên nữ phép thuật gắn bó với các tiên nữ Winx. Mỗi người có một tài năng đặc biệt tương tự như việc mỗi tiên nữ Winx có một năng lượng riêng biệt. Họ xuất hiện ở phần 2 sau khi Layla, Bloom và Stella cứu họ khỏi bàn tay Lord Darkar.
Lockette
Lockette là tiên nhỏ của những cánh cổng.
Amore
Amore là tiên nhỏ của tình yêu.
Chatta
Chatta là tiên nhỏ tán phét.
Tune
Tune là tiên nhỏ thói quen và cách cư xử.
Digit
Digit là tiên nhỏ công nghệ.
Piff
Piff là tiên nhỏ của những giấc mơ đẹp (chỉ có các tiên nhỏ nghe được cô nói gì còn mọi người thì không hiểu được.)
Cherie (Phần 6, tiên nhỏ của Musa)
Cherie là tiên nhỏ thời tiết.
Caramel (Phần 6, tiên nhỏ của Tecna)
Caramel là tiên nhỏ của siêu năng lực.

#### Một số tiên nhỏ khác
- Livy là tiên nhỏ gửi tin nhắn.
- Glim (hay Glimky) là tiên nhỏ đom đóm.
- Zing là tiên nhỏ côn trùng.
- Jolly là tiên nhỏ của những thẻ bài
- .Athena là tiên nhỏ giữ codex của Red Fountain
- Concorda là tiên nhỏ giữ codec của Aflea.
- Discorda là tiên nhỏ giữ codec của Cloud Tower.
- Ninfea là tiên nhỏ giữ codec của làng .

### Selkies
Người gác cổng (selkie) là những người canh gác những cánh cổng dưới đại dương. Tritannus lấy cắp năng lượng của họ để xâm nhập Đại đương Vô tận. Năng lượng của họ phục hồi khi một tiên nữ từ hành tinh tương ứng của họ tìm đến và kết nối với họ. Người gác công có thể cảm nhận được khi nào tiên nữ tương ứng đang ở gần mình.
- Lemmy: người gác cổng của Andros; tiên nữ tương ứng là Layla.
- Phylla: người gác cổng của Trái Đất
- Illiris: người gác cổng của Solaria; tiên nữ tương ứng là Stella.
- Serrena: người gác cổng của Domino; tiên nữ tương ứng là Bloom
- Lithia: người gác cổng của Zenith; tiên nữ tương ứng là Tecna.
- Nissa: người gác cổng của Magix.
- Desiryee: người gác cổng của Linphea; tiên nữ tương ứng là Flora.
- Sonna: người gác cổng của Molina; tiên nữ tương ứng là Musa.

### Thú tiên
Những thú tiên là những sinh vật huyền bí mà Winx trở nên gắn bó trong mùa thứ bảy. Mỗi người có một sức mạnh hoặc bí mật duy trì trật tự trong vũ trụ.
- Kỳ lân Elas là thú tiên của Bloom.
- Shiny the Shinygreed là động vật cổ tích ngoại quan của Stella.
- Amarok the Magiwolf là thú tiên của Flora.
- Critty the Quillcat là thú tiên của Musa.
- Squonk the Cry-Cry là thú tiên của Aisha.
- Flitter the Tech Squirrel là thú tiên của Tecna.

## Các học viện

### Trường Aflea
Trường Aflea là trường nội trú của tiên nữ.

### Giáo viên
Cô Faragonda là hiệu trưởng của trường học phép thuật dành cho nữ sinh là fairy- Aflea. Cô Faragonda là một vĩ nhân và cũng là một người hết sức quan tâm cho học sinh của mình. Tuy nhiên, cô ấy rất nghiêm chỉnh và sẽ phạt học sinh của mình lúc nào cần thiết. Cô ấy đào tạo cho các Fairy (tiên nữ) ở Aflea. Faragonda có quan hệ bạn bè với cô Griffin- hiệu trưởng của Cloudtower. Trong phần 3, cô ta cùng Griffin và Saladin- thầy dạy võ ở trường nam sinh Red Fountain làm việc cùng nhau để cứu lấy Domino- vương quốc bị lãng quên và là quê hương của Bloom khỏi tay lão valtor. Bà đã từng là bạn của cha mẹ Bloom- cũng là vua và hoàng hậu của vương quốc này và có trách nhiệm rất lớn với sự biến mất của vương quốc này. Faragonda là một trong ba người quan trọng đối với phép thuật ở Aflea, hai người kia là Griffin và Saladin.
Cô Griselda là phó hiệu trưởng của Aflea. Cô ấy là một hiệu phó rất nghiêm khắc về mặt kỉ luật trong Aflea. Tuy thế nhưng cô lại không có thiện cảm với Bloom và Stella, bởi vì Bloom đã nói dối cô ngay ngày đầu tiên đến trường, còn Stella thì làm phòng thí nghiệm của trường bị nổ tan tành. Tuy thế nhưng cô cũng quan tâm đến họ nhất. Cô dạy các fairy cách phòng thủ và cách đánh trả lại, khả năng cũng như câu thần chú mới.
Giáo sư Palladium là một con yêu tinh điển trai và cũng là một thầy dạy cách pha chế thuốc tiên ở Aflea. Trong suốt phần 2, anh đã có nhiều tiến bộ và bây giờ là một người càng lúc càng chín chắn hơn.
Giáo sư Wiz Giz là một giáo viên kì dị dạy môn thay đổi hình dáng và sự tiến triển tự nhiên ở Aflea. Wiz Giz là một người lùn.
Nữ giáo sư Du Four là một giáo viên rất ít xuất hiện ở Aflea. Cô đội một cái mũ giáo chủ rộng và dạy về cách cư xử theo biện pháp tốt. Cô từng là bạn của cha mẹ Musa.
Giáo sư Avalon là giáo viên dạy về những điều kì diệu của phép thuật: sự hỗn hợp giữa phép thuật và triết lý. Ông cũng là một lạc hầu. Sự thật đã quá rõ ràng nhưng cũng quá muộn màng là vào cuối phần 2, mọi người mới phát hiện đó là Avalon giả, còn Avalon thật bị nhốt trong thành trì của Lord Darkar.
Cô Barbatea là người quản lý thư viện.
Cô Ophelia là bác sĩ ở Aflea.
Sfoglia là đầu bếp.

#### Daphne - Nymph of Sirenix/ Nymph of Domino/ The guardian of the Dragon Flame - Nữ Thần giám hộ của ngọn lửa rồng thiêng
Daphne là chị gái ruột của Bloom và cũng là con gái đầu lòng của Vua Oritel và Hoàng Hậu Marion. Daphne là tiên nữ cuối cùng có sức mạnh Sirenix (sau này trong phần 5 thì Winx là những tiên nữ tiếp theo lấy được sức mạnh này). Cô đã bị giết chết từ khi 14 tuổi (sự kiện này xảy ra trước phần 1 của bộ phim) bởi ba phù thủy quái ác là tổ tiên với nhóm Trix (sau khi giết Daphne, ba phù thủy đã bắt cóc cha mẹ của Bloom và Daphne, phá hủy cả hành tinh Domino của họ, Daphne lúc này chỉ còn là một linh hồn, một tay ôm Bloom - lúc này mới chỉ là một đứa bé chưa biết đi, trốn chạy tới Trái Đất, Daphne bỏ Bloom lại Trái Đất vì sự an toàn của cô, sau này Bloom được cha mẹ nuôi tìm thấy và nuôi đến lớn). Daphne là nymph (một dạng tiên nữ khác) mạnh nhất của thế giới phép thuật. Cô cũng sở hữu sức mạnh Ngọn lửa rồng thiêng như Bloom. Là một Nymph, Daphne có những khả năng đặc biệt mà các tiên nữ bình thường khác không có: bay không cần cánh, có thể tồn tại trong trạng thái linh hồn sau khi bị giết, mở các cánh cổng liên kết với bất kì hành tinh/thế giới nào mà họ muốn. Trong tập cuối của phần 5, Bloom sử dụng điều ước Sirenix của mình để hồi sinh Daphne, cô cùng Bloom đoàn tụ với gia đình và bè bạn. Trong tập đầu của phần 6, cô đã triệu hồi sức mạnh Sirenix của mình và biến hình trở thành một Tiên nữ, giúp Winx. Sau đó, cô trở thành giáo viên dạy bộ môn Lịch sử Pháp thuật tại Aflea.

### Học sinh
- Amaryl: Tiên nữ ánh sao, cô ta đối xử thân mật với Mirta và Lucy. Cô mặc chiếc áo màu vàng ngả lục xen hồng với đôi cánh hồng xen tím
- Francine: Tiên nữ mặt nước
- Francis: Từng là bạn cùng phòng của Layla và để Trix lấy mất một mảnh Codex của Red Fountain. Cô mặc bộ quần áo sặc sỡ nhiều màu, từng sỉ nhục Timmy ở phần 2 khi Timmy đi tìm Tecna. Theo Tecna thì Francis rất ghét Timmy.
- Galatea: Tiên nữ của những giai điệu, là công chúa của Melody. Cô có mái tóc vàng nhạt, bộ quần áo màu tử đinh hương và đôi cánh hình khoá son màu kem. Trong phần 3, cô bị Trix ép buộc hợp tác nhưng không làm được nên bị Icy huỷ đi đôi cánh. Cô cố gắng bảo vệ cuốn sách mà Trix định huỷ khi Darcy làm thư viện bốc cháy, Musa cứu cô và lấy được Enchantix của mình.
- Luna: Là tiên nữ được có mái tóc ngắn xanh lá. Cô tham dự các lớp học tương tự như các thành viên Winx Club.
- Mirta: Tiên nữ sóng âm, có nửa dòng máu tiên nữ và nửa dòng máu phù thủy. Cuối phần 1 cô quyết định ở lại Alfea để trở thành tiên nữ.
- Nova: Tiên nữ mặt trời
- Ortensia: Tiên nữ âm nhạc, có mái tóc xanh dài. Cô mặc áo sơ mi cam, váy và mũ hồng.
- Priscilla: Tiên nữ không khí, bay rất nhanh.
- Ahisa:Tiên nữ tình yêu
- Alice: Tiên nữ băng tuyết
- Anastacia:Tiên nữ hạnh phúc
- Eleanor:Tiên nữ mùa thu
- Khadija: Tiên nữ thiên nhiên
- Kaie:Tiên nữ trang phục
- Katy: Tiên nữ vũ điệu những chú mèo
- Karina: Tiên nữ thực vật
- Kimmy: Tiên nữ mùa hè
- Kristal: Tiên nữ thực vật giống như Flora những yếu xìu.
- Kylie: Tiên nữ ánh sáng trắng
- Lavigne: Tiên nữ gió mặt trời
- Lolina: Tiên nữ ánh điện
- Lin Poo: Là phù thủy ở Cloudtower mới chuyển đến Alfea
- Miky: Tiên nữ mùa đông
- Sandra: Tiên nữ bầu trời
- Selene: Tiên nữ hòa bình
- luna: Tiên nữ Mặt Trăng
- Marzia: Tiên nữ đám mây
- Clarice: Tiên nữ chất nổ
- Trista: Tiên nữ cầu vồng

### Trường Cloudtower
Là trường đào tạo các phù thủy.

### Giáo viên
Cô Griffin là hiệu trưởng của Cloudtower- trường của các Witches. Griffin là đối thủ của cô Faragonda (điều đó được tuyên bố vào tập cuối của phần 1), nhưng vào phần 2 thì hai người lại là bạn thân hơn bao giờ hết. Cô ấy rất quan tâm và sẽ bảo vệ học sinh của cô dù sự đe dọa của Trix vẫn còn trước mắt. Với tư cách là một phù thủy trẻ, bà rất giống Darcy.
Cô Ediltrude là phó hiệu trưởng ở Cloudtower và là chị em của Zarathustra. Cô giảng dạy Hexes.
Cô Zarathustra là phó hiệu trửong ở Cloudtower và là chị em của Ediltrude. Cô giảng dạy Mayhem.
Giáo sư Bittersmoke là giáo sư ở Cloudtower, giảng dạy pha chế thần dược.

### Học sinh
Có ít nhất 60 phù thủy ở đây. Một số người được chuyển đến Aflea và cũng có một số người dược đưa từ Aflea đến để tìm kiếm sức mạnh hợp với mình nhất.
- Lucy: Phù thủy Côn trùng, là người bạn duy nhất của Mirta ở Cloudtower. Cô ta khẳng khiu, nhợt nhạt và hoàn toàn không có sức hấp dẫn so với các phù thủy khác. Cô có vấn đề về lòng tự trọng và vô cùng muốn kết bạn, hợp tác và giúp đỡ Trix. Tuy vậy, Trix lại tỏ vẻ xem thường và còn nhử cô làm mồi câu Winx. Cô có vẻ là một diễn viên múa xuất sắc ở trong cuộc thi hoa hậu ở Magix. Cô và Mirta là bạn bè từ khi còn thơ ấu, nhưng lại mất quan hệ giao tiếp giữa bạn bè với nhau vào cuối phần 1 vì Mirta từ phù thủy trở sang làm tiên nữ ở Aflea. Tuy nhiên đến giữa phần 2 thì Mirta và cô làm hòa.
- Mirta: Phù thủy Sóng âm,là một người bạn của Winx. Một lần, vì cứu winx khỏi sự trả thù của trix nên bị biến thành trái bí ngô và được Flora âu yếm, chăm sóc đến khi trở lại thành người. Cô mang nửa dòng máu tiên nữ và nửa dòng máu phù thủy nên cô đã chọn làm tiên nữ trong cuối phần 1.
- Shilly: Phù thủy Thần dược. Cô đem lòng yêu mến Brandon. Cô từng nhờ Icy pha chế ra một loại thuốc thần để để chia rẽ Brandon và Stella. Thế nhưng trong phút cuối, cô đã suy nghĩ lại và đã đảo ngược tác dụng, làm cho Brandon và Stella yêu nhau thắm thiết hơn. Cũng giống Mirta, Cô là một phù thủy hiền lành và đã làm bạn với Bloom.
- Rachel: phù thủy Bóng đêm

### Trường Red Fountain
Là Trường học đào tạo các chuyên gia và cả những pháp sư.

### Giáo viên
Ông Saladin là hiệu trưởng của Red Fountain. Ông tuy đã trạc tuổi nhưng là một thầy phù thủy mạnh mẽ. Trong phần 3 ông cùng với Faragonda và Griffin bảo vệ vương quốc Domino.
Ông Codatorta là nhà lãnh đạo của kỉ cương và nề nếp ở Red fountain. Giáo sư Codatorta rất tích cực.

### Học sinh
- Bishop là một specialist với mái tóc kiểu bờm ngựa màu tím trên đầu.
- Jared là một specialist với mái tóc sẫm màu đã phải lòng Musa trong phần 2. Trong phiên bản 4Kids của phim Winx Club thì Musa đã có ý kiến rằng anh ta tốt hơn nhiều so với Riven. Darcy lợi dụng anh ta để phá hoại các thử nghiệm Winx trong phòng thí nghiệm mô phỏng. Anh ta và Musa sẽ chỉ như bạn bè, nhưng đến cuối phần 2 Jared đã có một tình yêu mới, đó là một nàng tiên mang tên Alice.
- Pete là một specialist với mái tóc vàng ngắn. Anh ta là bạn ọc hồi lớp 5 của Stella, Pete cũng là người đã nói với Brandon biệt danh của Stella là Frizztella. Anh xuất hiện trong phần 2 tại khuôn viên của trường Red Fountain.
- Spencer là một specialist với mái tóc màu cam và dựng đứng như đầu đinh. Anh xuất hiện trong tập 10 của phần 2.
- Roy là một specialist đã tốt nghiệp ở đây và đang làm viêc cho cha của Layla.
- Ed
- Doradil

### Trường Beta Academy
Trường Beta Academy là một ngôi trường đào tạo cả tiên nữ và phù thủy (cũng như nhiều phương thức phép thuật khác) cách sử dụng yêu thuật.
- Chimera: có sức mạnh Tantrum Tirade. Chimera là con gái của bá tước Cassandra. Cô là một nàng tiên ở Học viện Beta, khoa Đào tạo Tiên nữ. Cô xuất hiện lần đầu tiên trong tập 1 của phần 3.

### Trường Lynphea College
Là ngôi trường cho tiên nữ và chiến binh ở vương quốc Lynphea.
- Miele: Tiên nữ Thiên nhiên, là em gái của Flora và học sinh của Trường Lynphea College

### Trường Golden Auditorium
Là ngôi trường danh cho những nàng tiên âm nhạc ở Melody. Hiệu trưởng Diletta là một nàng tiên âm nhạc, hiệu trưởng của Golden Auditorium, là bạn cũ của Daphne

### Trường Eraklyon Institute
Là học viện dành cho những nàng tiên
- Diaspro: Tiên nữ đá quý, học sinh của Eraklyon Institute, từng là hôn thê của Sky,

### Trường Oskuria College
Là trường đào tạo những pháp sư, xuất hiện ở phiên bản truyện tranh

## Vương quốc

### Downland
Vua Enervus là Vua của Downland.
Nữ hoàng Quoeda là Nữ hoàng của Downland.
Công chúa Amentia là công chúa của Downland, cô đã từng tỏ ra thích Brandon và cố kết hôn với anh ấy, mắc dù người brandon thích và muốn kết hôn là Stella chứ không phải cô. Cô ban đầu rất tàn nhẫn đối với Stella, tuy nhiên cô lại là một chiến binh xuất sắc là người sẽ chiến đấu với nhóm Trix để hỗ trợ cho nhóm Winx. Trong phiên bản 4kids, cô là nữ hoàng của Downland, thay vì chỉ là công chúa.
Sponsus là đầy tớ trung thành của công chúa Amentia, người đã yêu cô ta. Anh ta đã cố gắng để giành được trái tim của cô, nhưng lại không được hồi đáp. Nhờ pixie Amore, công chúa Amentia cuối cùng yêu anh ta và đồng ý phá vỡ cam kết giữa cô với Brandon. Đó là một điều may mắn.

### Đầm lầy Đen
- Các nymph nước: giống như những nàng tiên cá nhỏ bé và sống trong bong bóng dưới nước.
- Nữ hoàng Algae': nữ hoàng của các nymph nước.
- Lusiz: một nymph nước ở Đầm lầy Đen.

### Trái Đất

#### Những người bạn của winx ở Trái Đất
- Mike là cha Trái Đất nuôi Bloom và là một lính cứu hỏa.
- Vanessa là mẹ nuôi của Bloom, một người bán hoa.
- Mitzi là bạn học cũ của Bloom. Cô ấy hơi kêu ngạo.
- Macy là em gái của Mitzi.
- Jason Queen là một nghệ sĩ thu âm người phát hiện ra tài năng Musa và quyết định giúp cô ấy trở thành một ngôi sao nhạc pop nổi tiếng.
- Andy là bạn trai cũ của Bloom thời trung học, cậu ấy có lòng tốt muốn mời nhóm Winx đến nơi cậu ấy biểu diễn.
- Rick chồng của Morgana và cha của Roxy.

#### Tir Nan Og
- Morgana: Tiên nữ Mùa xuân, cựu nữ hoàng của những tiên nữ ở Trái Đất. Bà là vợ của Rick và là mẹ của Roxy.
- Roxy - Fairy of Animals - Tiên nữ Động vật: Roxy là tiên nữ cuối cùng trên Trái Đất, người mà tất cả những phù thủy của "Chiếc nhẫn đen" đuổi bắt, để giam cầm. Nhiệm vụ mới nhất của Winx là bảo vệ Roxy khỏi vòng tròn tội ác của bọn warlocks đang truy lùng cô. Roxy có tóc hồng dài ngang thắt lưng, mắt màu tím và hổ phách xem lẫn. Cô cũng sống ở Gardenia, giống như Bloom, và được miêu tả là rất chan hoà. Các cô gái trong the Winx nhận ra cô trong quán bar đẹp nhất thị trấn - và sau này kết bạn với cô. Là tiên của các loài động vật, cô có một con chó tên Artu mà cô rất đỗi yêu quý. Màu nền bộ trang phục Believix của cô được tiết lộ là màu xanh sẫm để hơi tương phản với màu xanh của Aisha (Layla). Tiên nhỏ của cô là Jolie - tiên nhỏ của những thẻ bài vận mệnh.
- Queen Nebula: Tiên nữ Hòa bình. Cô đã được Morgana nhường ngôi cho.
- Diana: Tiên nữ Thiên nhiên, sống trong rừng Amazon.
- Aurora: Tiên nữ băng giá,có sức mạnh giống Icy nhưng là phép thuật, không phải ma thuật. Cô sống trong một tảng băng trôi nổi được gọi là Ice Tower.
- Sybilla: Tiên nữ Công lý. Cô đi khỏi Tir Nan Og và sống trong một ngọn núi hang động ở Ý.

### Domino
Oritel là vua của Domino và là cha của Bloom.
Marion là hoàng hậu của Domino và là mẹ của Bloom.
Bartelby là người canh giữ cuốn sách.
Daphne: Công chúa kế vị hợp pháp của Domino, chị gái của Bloom.

### Eraklyon
Vua Erendor và Nữ hoàng Samara là vua và hoàng hậu của Eraklyon đồng thời là cha mẹ của Sky.
Diaspro là Tiên nữ Đá quý. Cô là công chúa đem lòng yêu Sky và luôn tranh giành Sky với Bloom. Ổ tập một cô đánh nhau với Bloom do một sự hiểu lầm to to và bị thua toe toét. Ở phần ba, Diaspro đã bỏ thuốc độc dược của Valtor vào cốc rượu của Sky khiến anh ta bắt buộc phải nghe lời cô ta va là vị hôn thê của mình, những thật lòng thì Sky rất phẫn nộ. Trong phần 6, cô gia nhập nhóm Trix để chống lại Bloom và nhóm Winx,cô không nghe lời khuyên của Bloom và Sky

### Solaria
Radius và Luna là vua và hoàng hậu của Solaria đồng thời là cha mẹ của Stella.
Cassandra là nữ công tước cao quý nhất của Solaria và mẹ của Chimera.
Nova là một người bạn của Stella.

### Lynphea
Miele là em gái của Flora.
Kristal là công chúa của Lynphea và sau này ở phần 5 rất yêu quý Helia bị hiểu nhầm là đang cố chia rẽ Helia và Flora

### Melody
Galatea là công chúa của Melody.
Ho-Boe là cha của Musa.
Matlin là người mẹ quá cố của Musa.

### Zenith
King Cryos là vua của Zenith. Zenith cũng là nơi các Pop pixie ra đời

### Andros
Teredor và Niobe là vua và hoàng hậu của vùng đất ở Andros, đồng thời là cha mẹ của công chúa Layla.
Anne là một người bạn thời thơ ấu của Layla/Aisha
Neptune và Ligea là vua và hoàng hậu của đại dương ở Andros.
Tressa là một tiên cá và là con gái của Ligea.
Nereus là con trai của Ligea.
Các tiên cá khác
- Coralia
- Kalia
- Nesia
- Talassia

### Đảo Pyros
- Maia: một phù thủy giúp Bloom tìm được sức mạnh Enchantix, một người bạn của Faragonda.

### Đại dương Vô Tận
- Omnia: người giám hộ tối cao của Sirenix, đã mời Winx và selkies tới Đại dương Vô Tận sau khi họ hoàn thành nhiệm vụ cùng Sirenix. ^_^

### Callist
- Công chúa Varanda: một "người bạn" của Stella